# Thecla vomiba
Thecla vomiba är en fjärilsart som beskrevs av William Schaus 1902. Thecla vomiba ingår i släktet Thecla och familjen juvelvingar. Inga underarter finns listade i Catalogue of Life.